# Ottana
Ottana är en ort och kommun i provinsen Nuoro i regionen Sardinien i Italien. Kommunen hade 2 303 invånare (2017).